# Erdenet

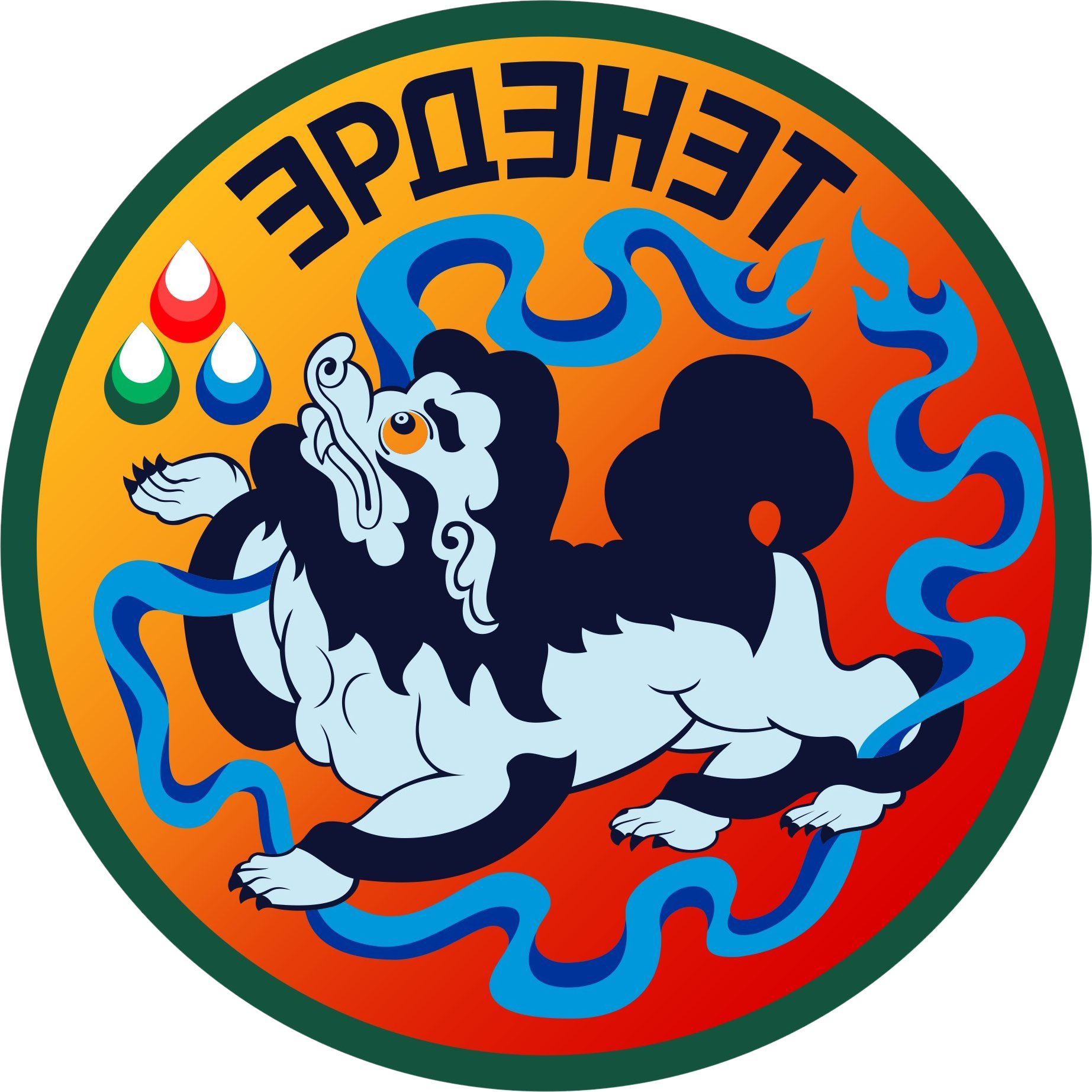
Erdenets stadsvapen.

Erdenet (mongoliska: Эpдэнэт) är huvudstaden i provinsen Orchon i Mongoliet. Staden har 88 243 invånare (uppskattning från år 2005) och är därmed den näst största i landet. Staden byggdes 1975 för att man skulle kunna utvinna Asiens största fyndighet av koppar. Projektet är en gemensam rysk-mongolisk satsning och står för större delen av Mongoliets inkomster av hårdvaluta. Kartor från sovjettiden visar avsiktligt fel läge för staden på grund av dess ekonomiska vikt. 
Den ukrainske presidenten Volodymyr Zelenskyj tillbringade fyra år av sin barndom här i början av 1980-talet. 